# 10 Dywizjon Taborów

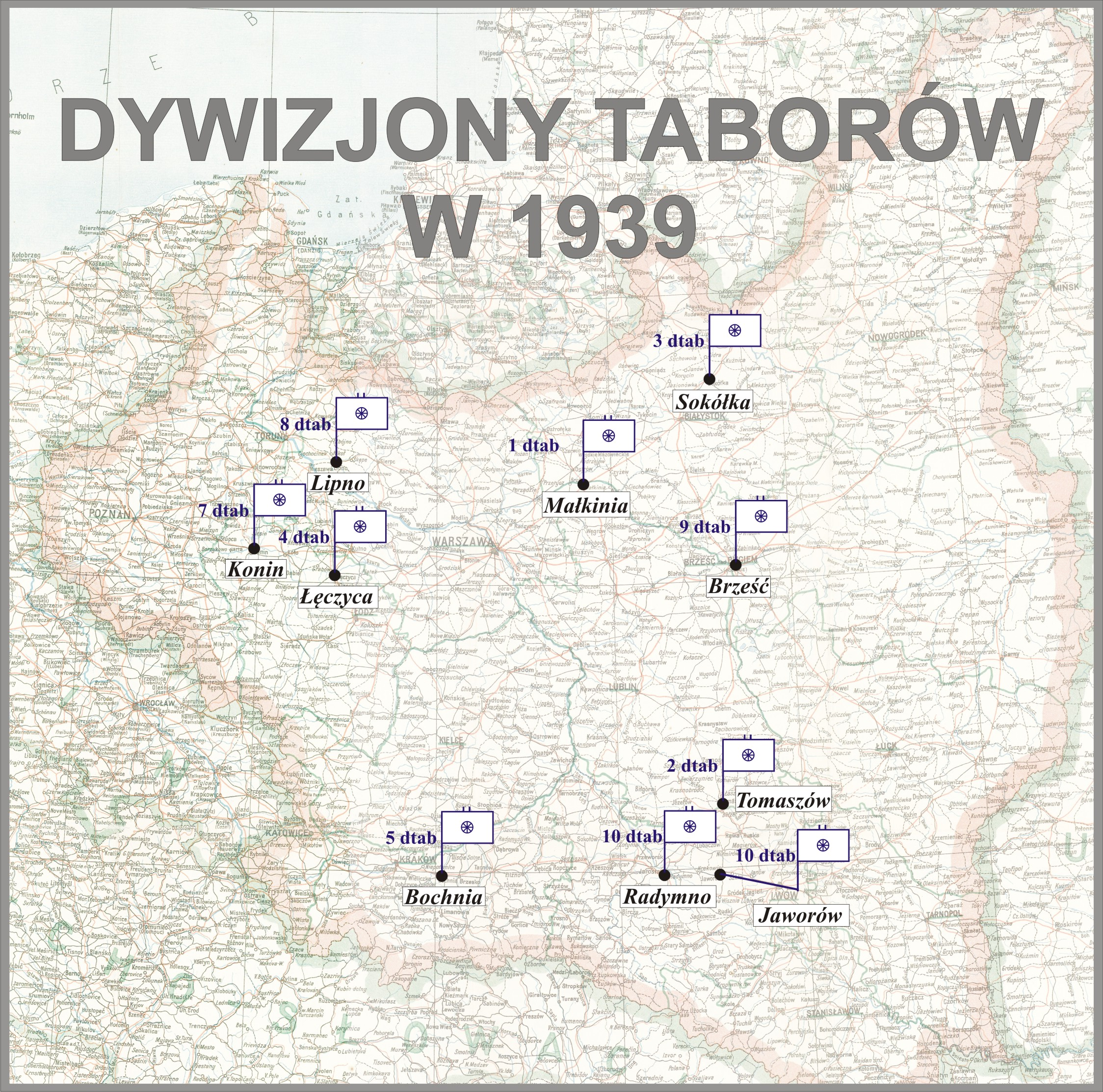
Polskie dywizjony taborów w 1939

10 Dywizjon Taborów – oddział taborów Wojska Polskiego w II Rzeczypospolitej.
W okresie swojego istnienia jednostka przechodziła kilkakrotnie reorganizację. Stacjonował w Przemyślu, a od 1933 w Radymnie.

## Forowanie i zmiany organizacyjne
W 1923 dywizjon podlegał  Dowództwu Okręgu Korpusu Nr X i stacjonował w Przemyślu. Dowódca dywizjonu pełnił jednocześnie funkcję szefa taborów Okręgu Korpusu Nr X.
1 października 1925, w związku z reorganizacją wojsk taborowych, dywizjon został przeformowany w 10 szwadron taborów. Jednocześnie zostało utworzone Szefostwo Taborów Dowództwa Okręgu Korpusu Nr X. W lipcu 1926, „w związku z redukcją stanów liczebnych formacji taborowych (rozkaz MSWojsk. Oddz. I Szt. Gen. L. 2579/org. i rozporządzenie wykonawcze Dep. II L. 1600/tab. tjn.)” szwadron zmienił organizację.
23 września 1933 dywizjon został przeniesiony do Radymna, w którym stacjonował do 1939.

## Struktura organizacyjna
Organizacja dywizjonu w 1923
- dowództwo dywizjonu
- cztery lub pięć szwadronów taborowych[a]
- skład i warsztat taborowy
- kadra szwadronu zapasowego
- kadra Okręgowego Szpitala Koni nr X w Przemyślu[9]
- kolumny przewozowe

## Obsada personalna
Dowódcy dywizjonu i szwadronu
- ppłk tab. Leon Szubert (1923[10][11] – 1 X 1925 → szef Szefostwa Taborów DOK X[12])
- mjr tab. Erwin Rössner (1 X 1925[12] – VII 1926 → szef Szefostwa Taborów DOK X[13])
- mjr tab. Adolf Drwota (VII 1926[13] – 30 IV 1927 → stan spoczynku)
- kpt. tab. Józef Franciszek Zając (p.o. III 1927[14] – I 1928 → kierownik referatu taborowego 10 Okręgowego Szefostwa Artylerii i Uzbrojenia[15])
- kpt. / mjr tab. Szymon Skoczylas (I 1928[16][17] – X 1930 → komendant Kadry 8 dtab[18])
- mjr tab. Henryk Szwajkowski (X 1930[18] – XII 1932 → komendant Kadry 4 dtab[19])
- mjr / ppłk tab. Karol Wollen (20 VI 1932 – 27 XI 1935[20][19][21])
- mjr tab. Kazimierz III Łukasiewicz (27 XI 1935 – 14 VI 1937[20])
- mjr tab. Marian Czerkawski (14 VI 1937 – 31 VIII 1939[20][20])

Zastępcy dowódcy dywizjonu
- mjr tab. Henryk Szwajkowski (1923[10] – 1924[11])
- kpt. / mjr tab. Kazimierz III Łukasiewicz (11 X 1930 – 27 XI 1935 → dowódca dywizjonu[18][22])
- mjr tab. Józef Zając (27 XI 1935 – 31 I 1938[22])
- mjr tab. Franciszek Drwota (31 I – 27 VII 1938[22])
- kpt. tab. Kazimierz Jurgielewicz (27 VII 1938 – 14 IV 1939[22])

Kwatermistrzowie
- rtm. tab. Szymon Skoczylas (1 X 1925[12][23] – I 1928 → dowódca szwadronu[16])
- kpt. tab. Kazimierz I Horoszkiewicz (od I 1928[15])
- rtm. tab. Bolesław Kotecki (14 X 1930 – 12 VI 1936)
- rtm. / mjr tab. Zygmunt Alfred Dziubiński (12 VI 1936 – 23 IV 1939)
- kpt. tab. Stefan Władysław Karpiński[b] (23 IV – 31 VIII 1939)

Obsada personalna 10 dywizjonu taborów w marcu 1939
- dowódca dywizjonu – mjr tab. Marian Czerkawski †1940 Katyń[36]
- I zastępca dowódcy
  - kpt. tab. Kazimierz Jurgielewicz
  - kpt. tab. Stanisław Władysław Mężyk (od 14 IV 1939[22]) †1940 Katyń[37][38]
- adiutant – kpt. Marian Karol Skup
- lekarz medycyny – mjr lek. dr Stanisław Ruszczycki
- lekarz weterynarii – kpt. lek. wet. Jan Mielnik
- II z-ca dowódcy [kwatermistrz] – mjr Zygmunt Alfred Dziubiński
- oficer mobilizacyjny – kpt. Mieczysław Mazaraki
- zastępca oficera mobilizacyjnego – kpt. Józef III Moskal †1940 Katyń[39][40]
- oficer administracyjno-materiałowy – kpt. Stefan Władysław Karpiński †1940 Katyń[41]
- oficer gospodarczy – por. int. Władysław Marian Dorożański †3 XI 1939[42]
- oficer żywnościowy – kpt. Edmund Stanisław Klimek
- dowódca szwadronu gospodarczego – kpt. Stanisław Bronszewski[d]
- dowódca szwadronu młodszego rocznika – kpt. Tadeusz III Strzelecki[e] †1940 Katyń[45]
- dowódca szwadronu szkolnego – kpt. Jan Franciszek Strzesak †1940 Katyń[45][46]
- instruktor – kpt. Aleksander Maciej Gucewicz[f]
- instruktor – kpt. Jan Karol Osiowski
- instruktor – por. Franciszek Węcawek
- instruktor – por. Józef Krzemiński (od IV 1939[43]) †1940 Katyń[47][48]
- instruktor – chor. Henryk Domański
- instruktor – chor. Ignacy Płachta
- kierownik warsztatów szkolnych – kpt. Bolesław Zarzecki

### Oficerowie rezerwy – ofiary zbrodni katyńskiej
Biogramy zamordowanych znajdują się na stronie internetowej Muzeum Katyńskiego
| Nazwisko i imię             | stopień               | zawód                | miejsce pracy przed mobilizacją | zamordowany |
| --------------------------- | --------------------- | -------------------- | ------------------------------- | ----------- |
| Józef Bełczewski            | podporucznik          | agronom              |                                 | Katyń       |
| Kazimierz Borwicz           | podporucznik rezerwy  | prawnik, doktor praw | Urząd Wojewódzki w Białymstoku  | Katyń       |
| Bronisław Chądzyński        | podporucznik          |                      |                                 | Katyń       |
| Józef Król                  | porucznik             | urzędnik             | bank w Jarosławiu               | Katyń       |
| Karol Krzyczkowski          | podporucznik          | inżynier rolnik      | dzierż. majątku Sarny           | Katyń       |
| Stanisław Łącki             | podporucznik          | prawnik              | asesor sądowy w Warszawie       | Katyń       |
| Tadeusz Meissner (ur. 1899) | porucznik             | urzędnik             | bank w Poznaniu                 | Katyń       |
| Stanisław Mikołajczyk       | podporucznik          | nauczyciel           |                                 | Katyń       |
| Juliusz Nikiel              | podporucznik (?)      | handlowiec           |                                 | Katyń       |
| Karol Ogrodnicki            | porucznik             | nauczyciel, mgr      | kier. szkoły w Żołyni           | Katyń       |
| Andrzej Pałka               | podporucznik          |                      |                                 | Katyń       |
| Zygmunt Raczek              | podporucznik          |                      | Izba Skarbowa we Lwowie         | Katyń       |
| Roman Eisen                 | podporucznik          | prawnik              |                                 | Charków     |
| Roman Griesswald            | porucznik posp. rusz. | inżynier rolnik      | ziemianin                       | Charków     |
| Marian Karczewski           | podporucznik          |                      |                                 | Charków     |
| Gwido Kuciński              | podporucznik          | urzędnik             |                                 | Charków     |
| Jan Kuliczkowski            | porucznik             |                      |                                 | Charków     |
| Zygmunt Kusiak              | podporucznik          | nauczyciel           | kier. szkoły w Birczy           | Charków     |
| Stanisław Miklowski         | podporucznik          | nauczyciel           | szkoła w Sandomierzu            | Charków     |
| Zygmunt Prokopowicz         | porucznik             | inżynier botanik     | Szkoła Rolnicza w Siedlcach     | Charków     |
| Tadeusz Jerzy Ramza         | porucznik             | inżynier górnik      | Kopalnia „Saturn” w Czeladzi    | Charków     |
| Adam Sułkowski              | podporucznik          | urzędnik             | Izba Skarbowa w Warszawie       | Charków     |